# 이시군

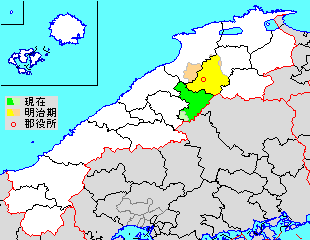
이시 군의 위치

이시군(일본어: 飯石郡)은 일본 시마네현의 군이다.
인구 4,143명, 면적 242.88km², 인구밀도 17.1명/km².(2025년 3월 1일, 추계인구)
이하 1정으로 구성된다.
- 이난정(飯南町)

## 역사
- 2004년 11월 1일 - 가케야 정, 미토야 정, 요시다 촌이 오하라 군 다이토 정, 가모 정, 기스키 정과 신설 합병해 운난시가 성립하였다.
- 2005년 1월 1일 - 아가키 정, 돈바라 정이 신설 합병해 이난 정이 되었다.